# 真正的人
《真正的人》（俄语：Повесть о настоящем человеке），早期译作《无脚飞将军》，是苏联作家鲍里斯·波列伏依的小说。1946年发表，1947年获斯大林奖的二等奖。

## 情节
阿列克谢·马列西耶夫是蘇德戰爭时期苏联空军战斗英雄，他在空战身负重伤后，在荒山野岭森林沼泽爬行了18个昼夜，终于生还。他被截去双脚后没有气馁，反而自强不息，经过艰苦的训练重上蓝天，加入到保卫祖国的战斗中，并立下战功。

## 创作历史
《真正的人》的主人公的原型是马列西耶夫。他在1943年获得苏联英雄荣誉称号。当时波列伏依还是《真理报》的前线记者，他采访了这位英雄的事迹，随后写下这部作品。
人们一般认为这部作品属于小说范畴，或者是报告文学。但作者本人认为这是特写。他把主人公的姓改了一个字母，变成了梅列耶夫。但情节还是直接摄取马列西耶夫这个英雄人物的事迹。

## 改编
- 真正的人（1948年电影）
- 真正的人（普羅科菲耶夫的歌剧）

## 中文译介
这本书在五六十年代译介至中国，并广为流传，几乎家喻户晓。早期的译名有《真正的人》、《无脚飞将军》等。也有改写作品。
主要译本
- （苏）波列伏依. . 由何公超翻译. 上海通联书店. 1950年9月.
- [苏联] 波列伏依. . 由磊然翻译. 人民文学出版社. 1956年10月. CSBN 10019·495.
- 波列伏依（苏）. . 世界小说名著. 由磊然翻译. 接力出版社. 1995年12月. ISBN 9787805819532.
- [苏] 鲍・波列伏依. . 苏联文学名著. 由袁永乐/陆嘉琦/马海燕/李定翻译. 海天出版社. 1996年10月. ISBN 9787806151396.